# 主动防护系统
主动防护系统是指一种专门干扰视线内反装甲/反舰武器系统，使其不能寻获目标或击毁目标的技术装备。可分为软杀伤方式或硬杀伤方式。

## 软杀伤
软杀伤是指使得敌方武器不能正常地获取己方信号，有削弱己方信号（雷达、红外）和制造假信号两种，最常见的干扰对象是导弹。
- 红外诱饵弹
- 干扰箔
- 声响诱饵

### 艦艇主動防禦
- Mk 36超快速灑佈舷外對抗箔條和誘餌發射系統 (SRBOC)（英语：Mark 36 SRBOC）
- AN/SLQ-25水妖魚雷反制系統（英语：AN/SLQ-25 Nixie）
- AN/SLQ-32電子作戰系統（英语：AN/SLQ-32 Electronic Warfare Suite）

### 軍機主動防禦
- AN/ALE-47反制灑佈器
- AN/ALE-50拖曳誘餌系統
- AN/ALQ-144反制系統

### 裝甲主動防禦
- AN/VLQ-6主動防禦系統
- 護衛主動防禦系統
- 窗簾-1主動防禦系統（英语：Shtora-1）
- 薩拉布主動防禦系統（英语：Sarab Active Protection System）

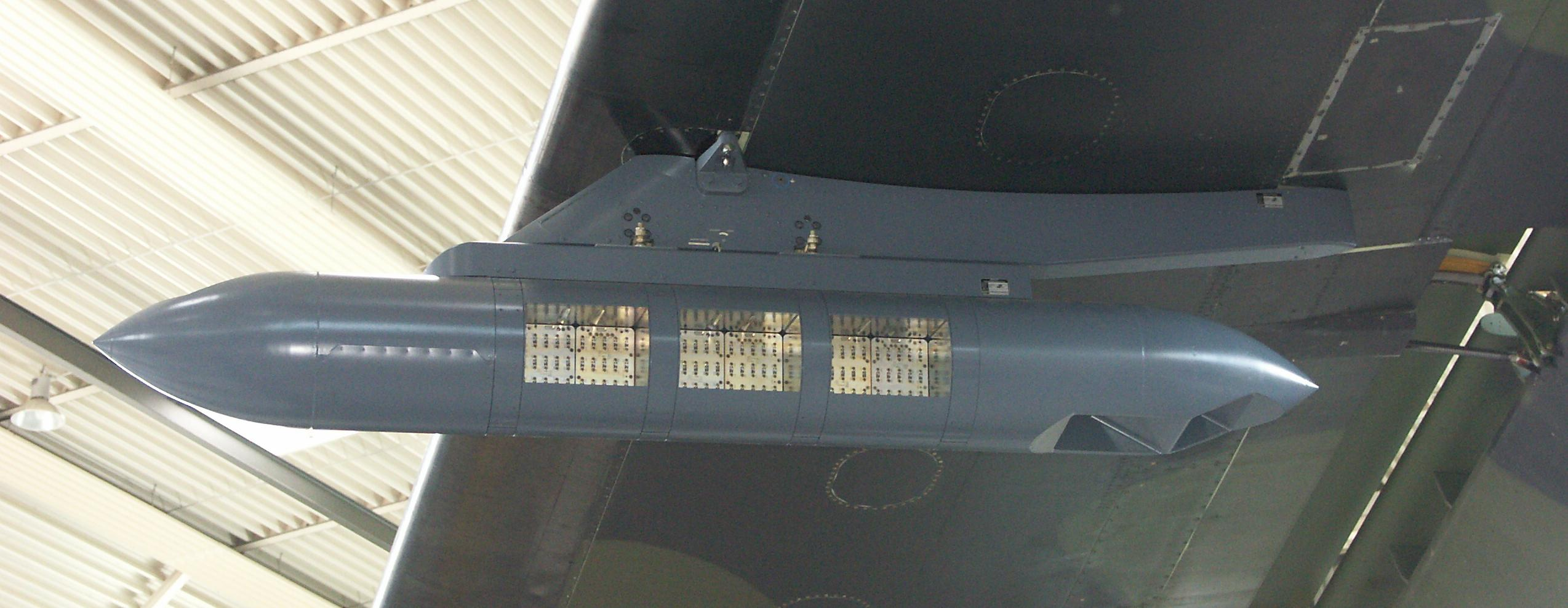
德國空軍C-160運輸機的電子對抗吊艙

虽然软杀伤系统通常是军用的，从进入21世纪恐怖分子获得便攜式防空飛彈来攻击客机的可能性出现，民用机也开始采用这些系统。

## 硬殺傷
硬殺傷包括：

### 防空武器
- RIM-7海麻雀飛彈
- RIM-116滾體飛彈
- RIM-162進化型海麻雀飛彈

- MIM-23鷹式飛彈
- MIM-104愛國者飛彈
- 戰區高空防禦飛彈

### 裝甲主動防禦
- 爆炸反應裝甲
- 電磁裝甲
- 戰利品主動防禦系統
- 鐵拳主動防禦系統
- 鐵簾主動防禦系統（英语：Iron Curtain (countermeasure)）
- 快殺主動防禦系統（英语：Quick Kill）
- 屏障主動防禦系統
- 畫眉鳥主動防禦系統（英语：Drozd）
- 競技場主動防禦系統（英语：Arena (countermeasure)）
- 阿富汗石主動防禦系統
- MSSG主動防禦系統
- KAPS主動防禦系統（英语：KAPS (countermeasure)）
- AMAP ADS主動防禦系統（英语：AMAP-ADS）
- LEDS-150主動防禦系統（英语：LEDS-150）
- GL5主動防護系統
- GL6主動防護系統